# Route 940 (Nouveau-Brunswick)
Pour les articles homonymes, voir Route 940.
La route 940 est une route locale du Nouveau-Brunswick, située dans le sud-est de la province. Elle traverse une région mixte, tant boisée qu'agricole par moments. De plus, elle mesure 36 kilomètres en tout, et est pavée sur toute sa longueur.

## Tracé
La 940 débute dans le centre-ville de Sackville, la principale ville du sud-est du Nouveau-Brunswick, sur la route 106. Elle commence par traverser la ville, puis elle croise la route 2, à la sortie 504 de cette dernière. Elle se dirige ensuite vers le nord pour le reste de son parcours, traversant une région plus ou moins isolée, ne traversant que Midgic et Centre Village. Elle se termine à Shemogue, sur la route 15, alors qu'elle n'est pas une autoroute à accès limité. 

## Intersections principales
| route 940            |           |    |                                              |                          |
| Comté                | Location  | km | Intersection/Destinations                    | Notes                    |
| Comté de Westmorland | Sackville | 0  | R-106, Dorchester, vers sortie 506 de la R-2 | extrémité sud de la 940  |
| Comté de Westmorland | Sackville | 1  | R-2, Moncton, Nouvelle-Écosse, Amherst       | sortie 504 de la 2       |
| Comté de Westmorland | Shemogue  | 36 | R-15, Shédiac, Port Elgin                    | extrémité nord de la 940 |
| Bleu: Échangeur      |           |    |                                              |                          |